# ATC-kod A02: Medel vid syrarelaterade symtom
ATC-kod A02: Medel vid syrarelaterade symtom är en del av klassificeringssystemet ATC (Anatomical Therapeutic Chemical Classification System) för läkemedel och vissa andra medicinska produkter. ATC utvecklas av WHO och består av alfanumeriska koder indelade i grupper utifrån anatomi, medicinsk funktion och läkemedelstyp på 5 olika kodnivåer. Denna sida utgör innehållet i en specifik grupp på nivå 2.

## A02A Antacida

### A02AA Magnesiumföreningar
A02AA01 Magnesiumkarbonat
A02AA02 Magnesiumoxid
A02AA03 Magnesiumperoxid
A02AA04 Magnesiumhydroxid
A02AA05 Magnesiumsilikat
A02AA10 Kombinationer

### A02AB Aluminiumföreningar
A02AB01 Aluminiumhydroxid
A02AB02 Algeldrat
A02AB03 Aluminiumfosfat
A02AB04 Dihydroxialuminiumnatriumkarbonat
A02AB05 Aluminiumacetoacetat
A02AB06 Aloglutamol
A02AB07 Aluminiumglycinat
A02AB10 Kombinationer

### A02AC Kalciumföreningar
A02AC01 Kalciumkarbonat
A02AC02 Kalciumsilikat
A02AC10 Kombinationer

### A02AD Kombinationer av komplexa aluminium-, kalcium- och magnesiumföreningar
A02AD01 Aluminium-, kalcium- och magnesiumsalter
A02AD02 Magaldrat
A02AD03 Almagat
A02AD04 Hydrotalcit
A02AD05 Almasilat

### A02AF Antacida med medel mot meteorism
A02AF01 Magaldrat och medel mot meteorism
A02AF02 Vanliga saltkombinationer och medel mot meteorism

### A02AG Antacida och spasmolytika
Inga undergrupper.

### A02AH Antacida och natriumbikarbonat
Inga undergrupper.

### A02AX Antacida, övriga kombinationer
Inga undergrupper.

## A02B Medel vid magsår och gastroesofageal reflux

### A02BA Histamin-2-receptorantagonister
A02BA01 Cimetidin
A02BA02 Ranitidin
A02BA03 Famotidin
A02BA04 Nizatidin
A02BA05 Niperoditin
A02BA06 Roxatidin
A02BA07 Ranitidinvismutcitrat
A02BA08 Lafutidin
A02BA51 Cimetidin, kombinationer
A02BA53 Famotidin, kombinationer

### A02BB Prostaglandiner
A02BB01 Misoprostol
A02BB02 Enprostil

### A02BC Protonpumpshämmare
A02BC01 Omeprazol
A02BC02 Pantoprazol
A02BC03 Lansoprazol
A02BC04 Rabeprazol
A02BC05 Esomeprazol

### A02BD Kombinationer med antibiotika för eradikering avHelicobacter pylori
A02BD01 Omeprazol, amoxicillin och metronidazol
A02BD02 Lansoprazol, tetracyklin och metronidazol
A02BD03 Lansoprazol, amoxicillin och metronidazol
A02BD04 Pantorazol, amoxicillin och klaritromycin
A02BD05 Omeprazol, amoxicillin och klaritromycin
A02BD06 Esomeprazol, amoxicillin och klaritromycin

### A02BX Övriga medel vid magsår
A02BX01 Karbenoxolon
A02BX02 Sukralfat
A02BX03 Pirenzepin
A02BX04 Metiosulfonklorid
A02BX05 Vismutsubcitrat
A02BX06 Proglumid
A02BX07 Gefarnat
A02BX08 Sulglicotid
A02BX09 Acetoxolon
A02BX10 Zolimidin
A02BX11 Troxipid
A02BX12 Vismutsubnitrat
A02BX13 Alginsyra
A02BX51 Karbenoxolon, kombinationer utan psykoleptika
A02BX71 Karbenoxolon, kombinationer med psykoleptika
A02BX77 Gefarnat, kombinationer med psykoleptika

## A02D Medel mot meteorism

### A02DA Medel mot meteorism
A02DA01 Silikoner

## A02E Medel vid gastroesofagal reflux

### A02EA Medel vid gastroesofagal reflux
A02EA01 Alginsyra

## A02X Medel vid syrarelaterade symtom
Inga undergrupper.

### Engelska
- WHO Collaborating Centre for Drug Statistics Methodology - ATC Index
- WHO Collaborating Centre for Drug Statistics Methodology - ATCvet Index

### Svenska
- SIL online
- FASS.se - ATC
- FASS.se - Veterinär-ATC
- Sök läkemedelsfakta - Läkemedelsverket
- Socialstyrelsen : Klassifikationer
- Nationellt produktregister för läkemedel - NPL